# San Cristóbal (Venezuela)
San Cristóbal é a capital do estado venezuelano de Táchira, próximo à fronteira com a Colômbia. Possui uma economia muito dinâmica. A população de sua área metropolitana era de aproximadamente 500 000 habitantes em 2011. Conta também com várias universidades.